# Djebel Zubair
Pour les articles homonymes, voir Djebel.
Djebel Zubair ou Djebel Zebayir est une île volcanique du Yémen qui se situe dans la mer Rouge.
De forme elliptique avec une longueur de cinq kilomètres, elle est la plus grande d'un groupe d'une dizaine d'îles et îlots entourés de récifs. Le tout constitue la partie émergée d'un volcan qui s'élève au-dessus du fond océanique, parallèlement au rift de la mer Rouge orienté nord-nord-ouest-sud-sud-est.
Le 19 décembre 2011, des pêcheurs yéménites rapportent avoir observé des fontaines de lave de vingt à trente mètres de hauteur s'élevant du sommet de l'île accompagnées d'un panache de dioxyde de soufre. Le lendemain, c'est une éruption sous-marine qui est détectée par satellite à proximité de l'extrémité nord du groupe d'îles de Djebel Zubair avec la formation d'un panache volcanique. L'éruption prend fin le 15 janvier 2012 après la naissance d'une île située à 500 mètres au nord-nord-ouest de l'île Rugged.